# Picul
Il picul (in malaysiano: pikul; in cinese: 擔S, dànP; in cantonese: tam; in giapponese: tan (担?)) è un'unità di misura della massa tradizionalmente utilizzata in Asia, dove è definita come "tanto quanto un uomo può trasportare su un giogo da spalla".

## Storia
Il termine "picul" per indicare un'unità di misura è apparso per la prima vota a metà del IX secolo nella lingua giavanese.
Stando ai rapporti dei commerci marittimi con le proprie colonie d'oltremare di Spagna, Portogallo, Regno Unito e soprattutto Paesi Bassi, il termine "picul" faceva parte di una lingua franca ed indicava un'utile unità di misura che era ampiamente compresa e utilizzata dalle popolazioni austronesiane nelle loro secolari relazioni commerciali con indiani, cinesi e arabi. Tale unità di misura rimase un'utile unità di riferimento per molte pubblicazioni relative a scambi commerciali fino al XIX secolo. Un esempio è quello dell'Hunts Merchant Magazine che, ancora nel 1859, pubblicava dettagliate tabelle che riportavano il prezzo atteso di molti beni di consuno, come il caffè, utilizzando il picul come unità, ad esempio il prezzo atteso per un picul di caffè giavanese andava dagli 8 agli 8,5 dollari spagnoli a Batavia (l'odierna Giacarta, allora capitale delle Indie orientali olandesi) e Singapore.

## Definizioni

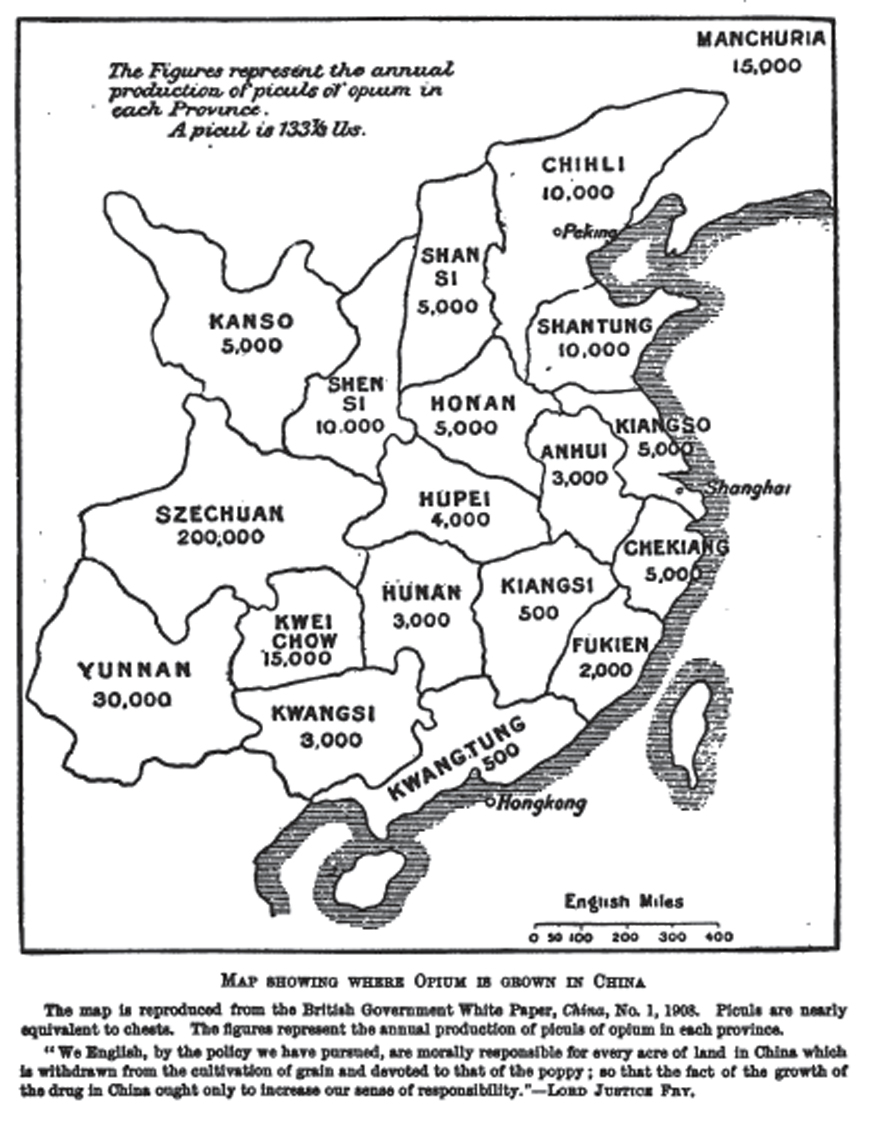
Una mappa del 1903 che mostra la produzione di oppio in Cina misurata in picul.

Come accade per ogni unità di misura tradizionale, anche la definizione di picul varia a seconda della regione e dell'epoca storica che si prende in considerazione, tant'è vero che, nel 1831, le autorità delle Indie orientali olandesi, acconsentirono a variazioni locali della definizione di "picul". Tanto per fare qualche esempio si può citare il fatto che, nella Cina imperiale ed anche in seguito, il picul era considerato equivalente a 100 jin, ossia a 50,00 kg, mentre a Hong Kong, nel 1844, con l'ordinanza Ordinance No. 22 of 1844 si fissò il valore del picul a 133⅓ libbre avoirdupois, ossia 60,48 kg.

La definizione moderna ha sposato il valore fissato ad Hong Kong e fissa il valore del picul esattamente a 60,478982 kg.
A Taiwan, dove è ancora talvolta utilizzato, il picul è definito come pari a 60 kg, e il last, un'unità di peso utilizzata sempre a Taiwan nel commercio del riso, è considerato pari a 20 picul, ossia 1200 kg.